# The Morgan Stanley Building
The Morgan Stanley Building, també conegut amb el nom de 1585 Broadway, és un gratacel situat a Broadway, al nord de Duffy Square en la zona de Times Square de Manhattan a Nova York.

## Història
Inicialment va ser un projecte de la companyia Salomon Equities Inc. de David S. Salomon i gestionada per la promotora 1585 Broadway Associates que el 1991 va fer fallida. Un consorci de bancs va encarregar a HInes Interest Limited Partnership l'administració i l'agost de 1993 Morgan Stanley va comprar l'edifici per 176 milions de dollars i dos anys més tard hi va traslladar la seva seu central mundial.

### Morgan Stanley
Les arrels de la companyia es poden remuntar a l'any 1860 quan J.P.Morgan va fundar la primera corporació bancaria internacional, Drexel,Morgan & Company, que el 1895 va passar a ser J.P. Morgan Company.
Morgan Stanley es va formar com a resultat de la "Llei Glass-Steagall", que requeria que els bancs dels Estats Units separessin els seus negocis de banca d'inversió i banca comercial. Durant la Gran Depressió els bancs comercials van ser acusats de prendre massa riscos amb els fons dels dipositants. Quan J.P. Morgan va decidir continuar amb la banca comercial, alguns dels seus empleats, sobretot Henry S. Morgan i Harold Stanley, van deixar l'empresa per iniciar una nova empresa com a banca d'inversió.
Durant la Primera Guerra Mundial, Morgan va tenir un paper molt destacat en la venda de més de 2200 milions de dollars de bons francesos i britànics. Aquestes operacions van ajudar a fer de Nova York la capital financera del món i a transformar els EUA de país deutor a país creditor.
La Segona Guerra Mundial va generar una aturada virtual del negoci dels valors i Morgan Stanley va sobreviure gràcies a les activitats de consultoria i d'intermediació.
Actualment té presència a més de 40 països, amb 55.000 empleats i dona serveis en gestió de patrimonis, gestió d'inversions i gesyió de valors institucionals.

## Equip tècnic i característiques

### Equip tècnic[3]
L'edifici va ser construït entre 1989 i 1990 per Charles Gwathmey, de l'estudi Gwathmey Siegel & Associates.
- Disseny arquitectònic: Emery Roth & Sons; Gwathmey Siegel & Associates
- Disseny Enginyeria: WSP Cantor Seinuk; Jaros, Baum & Bolles
- Proveïdor d'acer: Grup Arbed

### Característiques[3]
- Alçada: 208,8 m
- Pisos: 52
- Superfície construïda: 124.172 m²
- Classificació edificis més alts EUA: 195
- Classificació edificis més alts New York: 65
- En la construcció s'ha utilitzat un conjunt de materials on destaques, el vidre verd, el vidre estampat blanc, l'alumini gris plata i l'acer inoxidable.
- L'edifici s'organitza en tres seccions principals, amb una plataforma orientada cap a la diagonal de Broadway. A diferència de la cridanera mutabilitat de la façana, els materials interiors són sòlids i luxosos.[5]

### Premis
El 1997 i el 1998 l'edifici va rebre el premi BOMA (Building Owners and Managers Association).

### Presència a la cultura popular
- En les sèries de televisió "Law & Order Criminal Intent"" i "Low & Order Trial by Jury"
- Video del cantant Beck Hansen en el seu disc "Devil Haircut"
- Pel·lícula "Down to Earth" del 2011 dirigida per Chris i Paul Weitz i protagonitzada per Chris Rock i Regina King.